# Alexander Albon
Alexander Albon (Londres, Gran Bretanya; 23 de març de 1996) és un pilot d'automobilisme tailandès-britànic que competeix en la Fórmula 1 per l'equip Williams Racing. Va finalitzar tercer el Campionat de Fórmula 2 de la FIA 2018 amb DAMS.

## Carrera

### Inicis
La seva carrera esportiva va començar als 8 anys,a karts. Des de llavors i fins a l'any 2011, va ser protagonista en diferents campionats nacionals i internacionals, aconseguint, entre altres coses, una segona posició en el Campionat Mundial KF1 de CIK-FIA.

### Fórmula Renault
L'any 2012 va ingressar al Red Bull Junior Team, i va ingressar als campionats Eurocopa i Alps de Fórmula Renault amb l'escuderia EPIC. En el primer no va sumar punts i en el segon va acabar 17°. Va deixar l'acadèmia de Red Bull a fi d'aquesta temporada, i va continuar a la Fórmula Renault amb KTR per dues temporades més. Va finalitzar tercer en l'edició 2013 de l'Eurocopa, per darrere de Nyck de Vries i Dennis Olsen.

### Fórmula 3
L'any 2015 va passar al Campionat de Fórmula 3 de la FIA amb Signature, amb Dorian Boccolacci. Va pujar al podi en cinc oportunitats i va classificar 7° en el campionat. Aquest any també va participar amb el mateix equip en el Gran Premi de Macau, acabant dins dels millors 15.

### GP3 Sèries
Va ser subcampió de la temporada 2016 de GP3 Sèries, darrere del monegasc Charles Leclerc, el seu company a ART. En total, va aconseguir quatre victòries, set podis i 177 punts.

### Fórmula 2

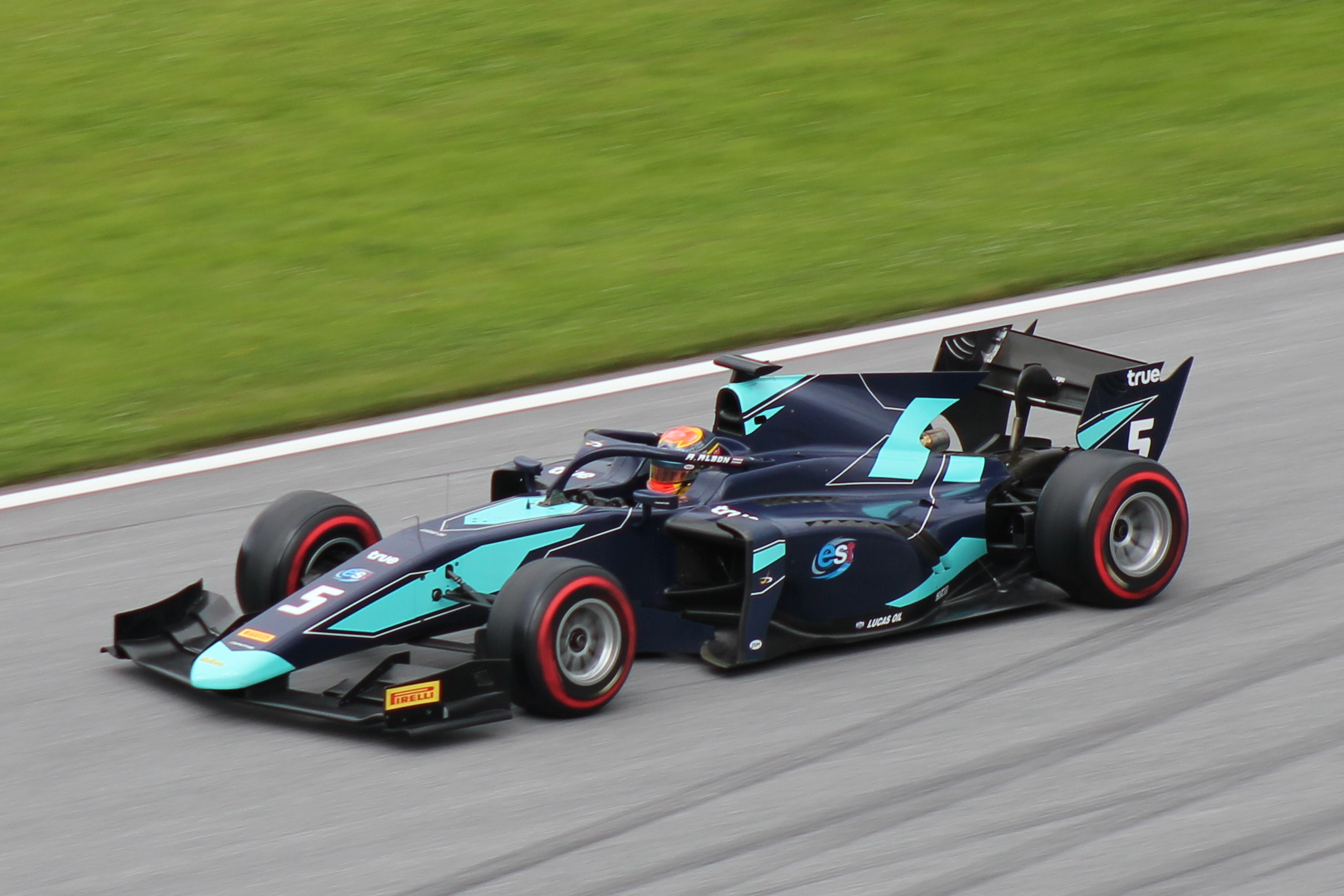
Alexander Albon al Campionat de Fórmula 2 de la FIA 2018.

Va debutar a la Fórmula 2 l'any 2017, continuant en l'equip ART. Va ser company de Nobuharu Matsushita, llavors associat amb McLaren. Va aconseguir punts les primeres sis carreres, però no va disputar les dues següents per problemes de salut. Va tornar al Red Bull Ring amb un podi en la segona carrera. Va puntuar novament a Hongria i Itàlia, i a Abu Dhabi va marcar la volta ràpida de la carrera llarga i va escortar a Leclerc en el podi de la cursa curta.
Va passar a DAMS per a la temporada següent. Va guanyar a l'Azerbaidjan des de la pole, i va repetir victòria a Anglaterra, Hongria i Rússia, a més d'altres quatre podis. Va arribar a l'última data com l'únic amb chances de llevar-li el títol a George Russell, però només va sumar un punt en les dues carreres, i va perdre el segon lloc, que li va arrabassar Lando Norris.

### Fórmula E
Al setembre del 2018, es va anunciar que el tailandès correria amb Nissan e.dams en el campionat de Fórmula E, però aviat van aparèixer rumors que seria pilot de F1 amb Toro Rosso. El contracte finalment va ser cancel·lat el 26 de novembre.

### Fórmula 1

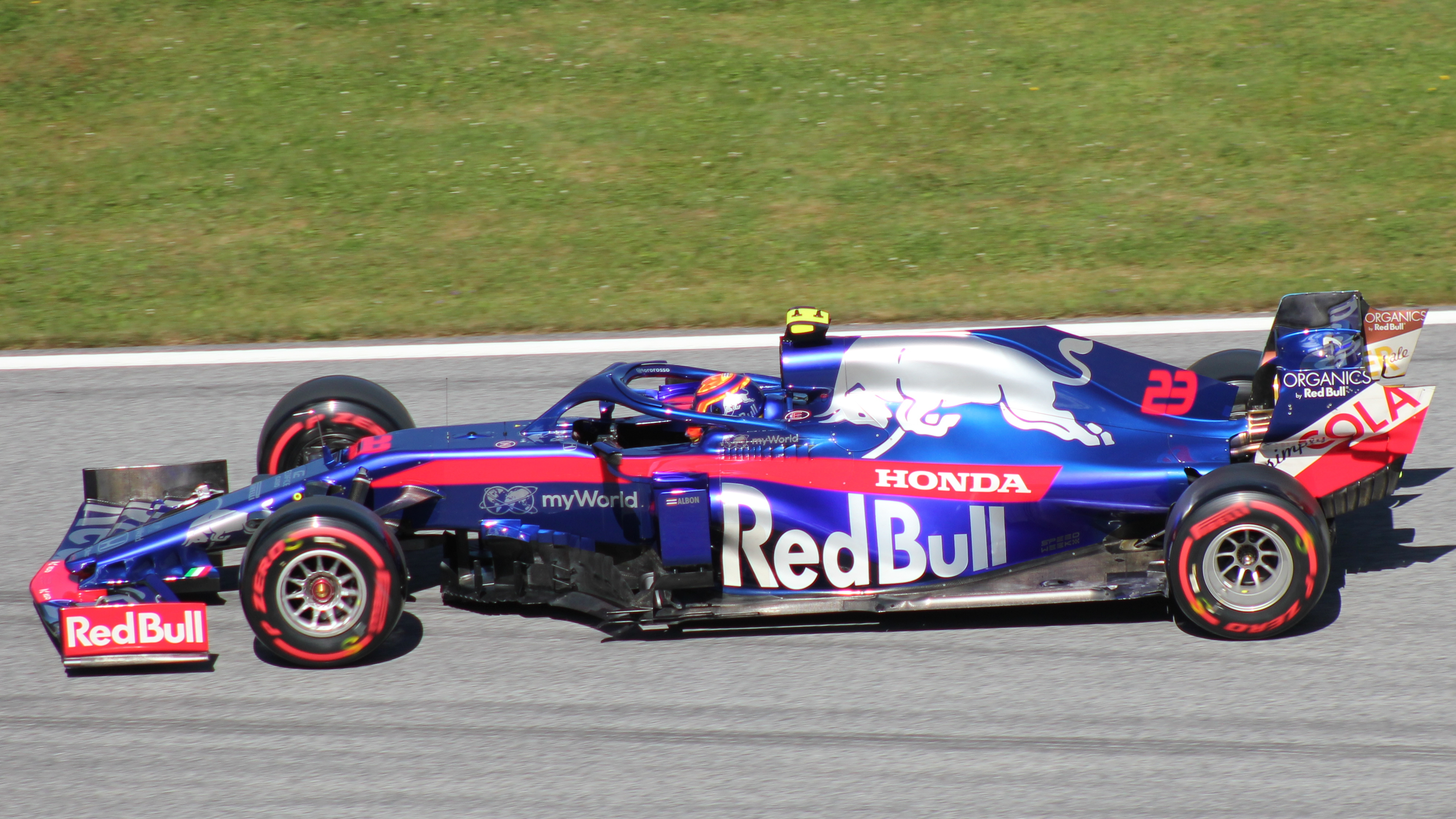
Albon al Red-Bull Ring en 2019.

#### Toro Rosso (2019)
Immediatament després de l'anunci de la ruptura del seu contracte amb Nissan, Scuderia Toro Rosso de Fórmula 1 va oficialitzar la participació d'Albon en la temporada 2019, com a company de Daniil Kvyat. És el segon pilot de Tailàndia a competir en la categoria, després del Príncep Bira, qui va córrer en els anys 50.
Debut a la fórmula 1 arribant al 14è lloc a Austràlia. Al Bahrain, marca els seus primers punts llegant el nou lloc. Seu millor resultat amb l'escuderia italiana fou el 6è lloc a Hockenhein, en el gran premi marcat per la pluja i els abandonaments inesperats.

#### Red Bull Racing (2019-2020)
En agost de 2019, l'escuderia Red Bull Racing anuncia que el pilot anglo-tailandès substituirà Pierre Gasly durant la resta de la temporada, a causa dels mals resultats que Gasly va estar fent a l'equip austríac. Al debut del seu equip en Spa-Francorchamps, Albon va haver de començar al final de la graella a causa del canvi de motors, més durant la carrera, va superar fins a assolir el cinquè lloc. Va afegir dos sisè llocs seguits. Al Japó, va tenir el millor resultat de la temporada, aconseguint el quart lloc. Al Brasil, amb l'abandonament de Bottas i la col·lisió dels Ferraris, Albon ocuparia el segon lloc aconseguint el doblet a Red Bull, més en el moment que superaria a Lewis Hamiton, es va tocar i va caure al catorzè lloc. A la temporada, Albon va acabar vuitè amb 92 punts.
Al novembre de 2019, l'equip austríac va anunciar que Albon es mantindrà en l'equip durant la temporada 2020 juntament amb Max Verstappen.

#### Williams Racing (2022)
En setembre de 2021, l'escuderia anglesa Williams anuncia que el pilot s'unirà a ells per a la temporada 2022 junt amb el canadenc Nicholas Latifi substituint el seu amic George Russell, que correrà per Mercedes AMG Petronas, retornant després d'un any al DTM.

## Vida personal
Alexander va néixer a Londres, Anglaterra, però utilitza la nacionalitat tailandesa per part materna. El seu pare, Nigel Albon, també va ser pilot de curses de motor.

## Resultats

### Campionat de Fórmula 2 de la FIA
(Clau) (negreta indica pole position) (cursiva indica volta ràpida)
| Any  | Equip          | 1         | 2          | 3         | 4          | 5         | 6         | 7           | 8           | 9           | 10        | 11         | 12         | 13        | 14        | 15         | 16         | 17         | 18        | 19         | 20          | 21        | 22        | 23         | 24        | Pos. | Punts |
| ---- | -------------- | --------- | ---------- | --------- | ---------- | --------- | --------- | ----------- | ----------- | ----------- | --------- | ---------- | ---------- | --------- | --------- | ---------- | ---------- | ---------- | --------- | ---------- | ----------- | --------- | --------- | ---------- | --------- | ---- | ----- |
| 2017 | Art Grand Prix | BHR FEA 6 | BHR SPR 7  | CAT FEA 5 | CAT SPR 8  | MON FEA 4 | MON SPR 6 | BAK FEA     | BAK SPR     | RBR FEA 5   | RBR SPR 2 | SIL FEA 18 | SIL SPR 10 | HUN FEA 8 | HUN SPR 7 | SPA FEA 12 | SPA SPR 18 | MNZ FEA 14 | MNZ SPR 8 | JER FEA 12 | JER SPR 9   | YMC FEA 7 | YMC SPR 2 |            |           | 10º  | 86    |
| 2018 | DAMS           | BHR FEA 4 | BHR SPR 13 | BAK FEA 1 | BAK SPR 13 | CAT FEA 5 | CAT SPR 2 | MON FEA Ret | MON SPR Ret | LEC FEA Ret | LEC SPR 7 | RBR FEA 5  | RBR SPR 5  | SIL FEA 1 | SIL SPR 7 | HUN SPR 5  | HUN SPR 1  | SPA SPR 5  | SPA SPR 3 | MNZ FEA 3  | MNZ SPR Ret | SOX FEA 1 | SOX SPR 3 | YMC FEA 14 | YMC SPR 8 | 3r   | 212   |

### Fórmula 1
(Clau) (negreta indica pole position) (cursiva indica volta ràpida)
| Any         | Escuderia                 | 1       | 2       | 3      | 4      | 5      | 6      | 7       | 8      | 9      | 10      | 11      | 12     | 13     | 14     | 15     | 16    | 17      | 18      | 19     | 20     | 21    | 22    | 23 | Pos. | Punts |
| ----------- | ------------------------- | ------- | ------- | ------ | ------ | ------ | ------ | ------- | ------ | ------ | ------- | ------- | ------ | ------ | ------ | ------ | ----- | ------- | ------- | ------ | ------ | ----- | ----- | -- | ---- | ----- |
| 2019        | Red Bull Toro Rosso Honda | AUS 14  | BHR 9   | CHN 10 | AZE 11 | ESP 11 | MON 8  | CAN Ret | FRA 15 | AUT 15 | GBR 12  | GER 6   | HUN 10 |        |        |        |       |         |         |        |        |       |       |    | 8è   | 92    |
| 2019        | Red Bull Racing Honda     |         |         |        |        |        |        |         |        |        |         |         |        | BEL 5  | ITA 6  | SIN 6  | RUS 5 | JPN 4   | MEX 5   | EUA 5  | BRA 14 | ABU 6 |       |    | 8è   | 92    |
| 2020        | Red Bull Racing Honda     | AUT 13† | STI 4   | HUN 5  | GBR 8  | 70A 5  | ESP 8  | BEL 6   | ITA 15 | TOS 3  | RUS 10  | EIF Ret | POR 12 | EMI 15 | TUR 7  | BHR 3  | SHK 6 | ABU 4   |         |        |        |       |       |    | 7è   | 10    |
| 2022*       | Williams Racing           | BHR 13  | ARA 14† | AUS 10 | EMI 11 | MIA 9  | ESP 18 | MON Ret | AZE 12 | CAN 13 | GBR Ret | AUT 12  | FRA 13 | HON 17 | BEL 10 | PBA 12 | ITA   | SIN Ret | JAP Ret | EUA 13 | CMX 12 | SAO - | ABU - |    | 19è* | 4*    |
| Referència: |                           |         |         |        |        |        |        |         |        |        |         |         |        |        |        |        |       |         |         |        |        |       |       |    |      |       |